# إدمند كاستل
إدمند كَاسْتِلْ ( 1015 - 1096 هـ / 1606 - 1685 م ) هو مستشرق إنكليزي، من أوائل مدرسي اللغة العربية في جامعة كمبردج.
خلف أبراهام ويلوك في كرسي اللغة العربية سنة 1666 م. من آثاره : ترجمة التوراة.

## روابط خارجية
- إدمند كاستل على موقع إن إن دي بي (الإنجليزية)